# Matra MS620

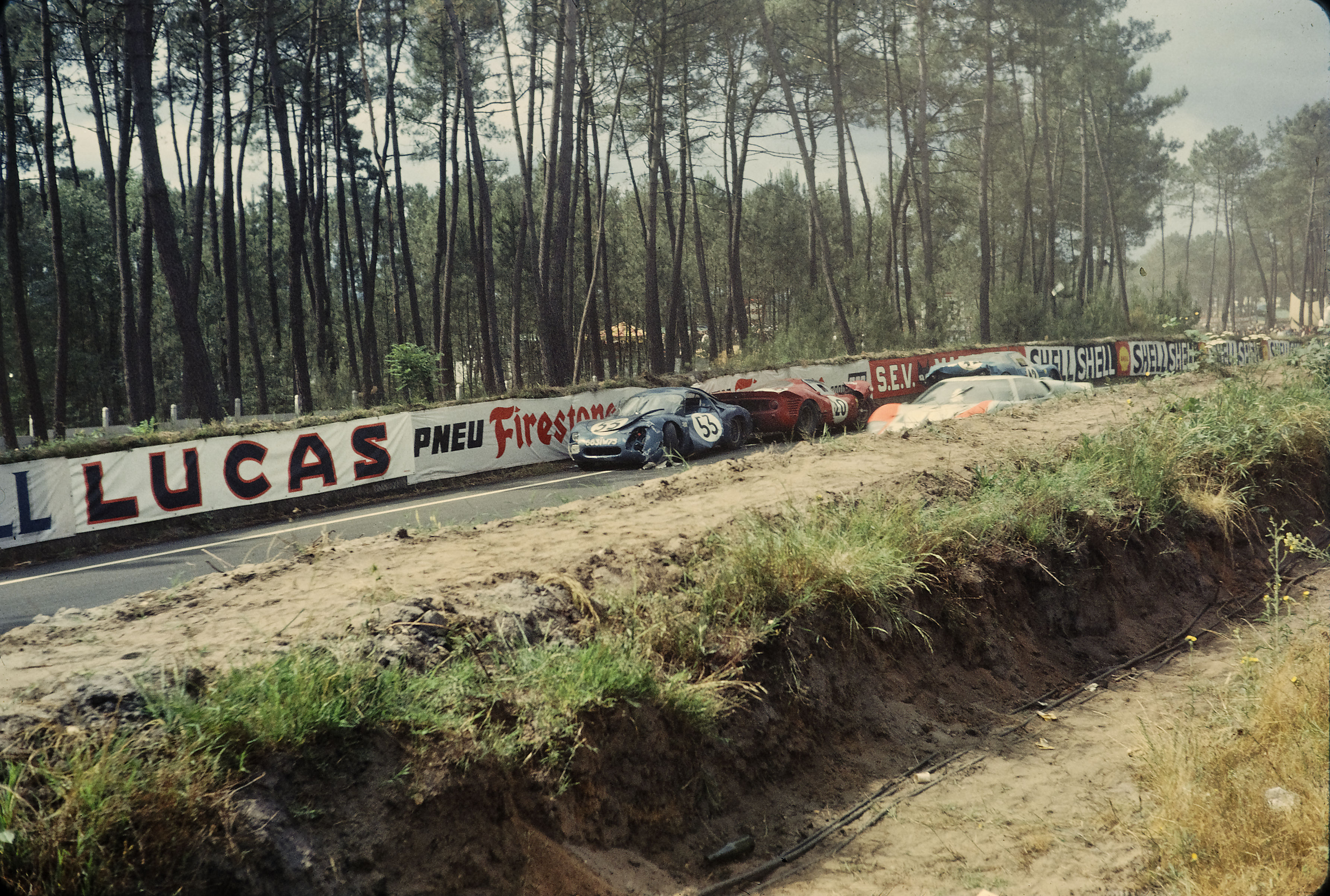
Das Wrack eines Matra MS620 (Startnummer 42) beim 24-Stunden-Rennen von Le Mans 1966

Der Matra MS620 war ein Sportwagen-Prototyp, den Matra 1966 baute und bei Sportwagenrennen einsetzte.

## Entwicklungsgeschichte und Technik
Der Matra MS620 war der erste Prototypen-Sportwagen, der unter der Führung von Jean-Luc Lagardère bei Matra gebaut wurde. Da Matra noch über kein eigenes Motorenkonzept verfügte, entschied man sich für einen V8-Motor von British Racing Motors, der in den Gitterrohrrahmen der MS620 eingebaut wurde. Der Motor, der aus der Formel 1 stammte, wurde auf 2 Liter aufgebohrt.
Langfristiges Ziel von Matra war es, bei den 24 Stunden von Le Mans auch in der Gesamtwertung Erfolg zu haben. Mit dem MS620 war dies schon theoretisch nicht möglich, da die Wagen 1966 in der Klasse P 2000 an den Start gingen. Gegen die 5-Liter-Boliden von Ford und Ferrari waren die extrem niedrigen, geschlossenen MS620 von vornherein chancenlos. Direkte Gegner um den Klassensieg waren die Carrera 6 von Porsche.

## Renngeschichte
Drei MS620, die von der Matra-Sportabteilung Matra Sports Sarl. gemeldet wurden, gingen am 18. Juni in Le Mans an den Start. Die drei MS620 konnten zu Beginn das Tempo der Carrera 6 zwar mitfahren, aber schon bald zeigten sich erste Schwächen. Vor allem der B.R.M.-Motor, der für so lange Distanzen nicht gebaut war, machte einige unvorhergesehene Aufenthalte an der Box notwendig. Keiner der MS620 sah am Sonntag die Zielflagge. Schon nach 31 Runden musste der erste Werkswagen nach einem Defekt an der Ölpumpe endgültig abgestellt werden. Am Steuer saßen abwechselnd die beiden Franzosen Henri Pescarolo, der sein Debüt in Le Mans gab, und Jean-Pierre Jaussaud. Nach 100 Runden endete die Fahrt von Jo Schlesser und Alan Rees nach einem Unfall und nur zwölf Runden später mussten auch Jean-Pierre Beltoise und Johnny Servoz-Gavin nach einem Getriebeschaden das Rennen vorzeitig beenden.
Die Teamführung ließ sich jedoch von diesem ersten Rückschlag nicht beirren und das Team kam 1967 mit einem neuen Rennwagen, dem MS630, wieder nach Le Mans.